# Расстановка сил в Польской кампании

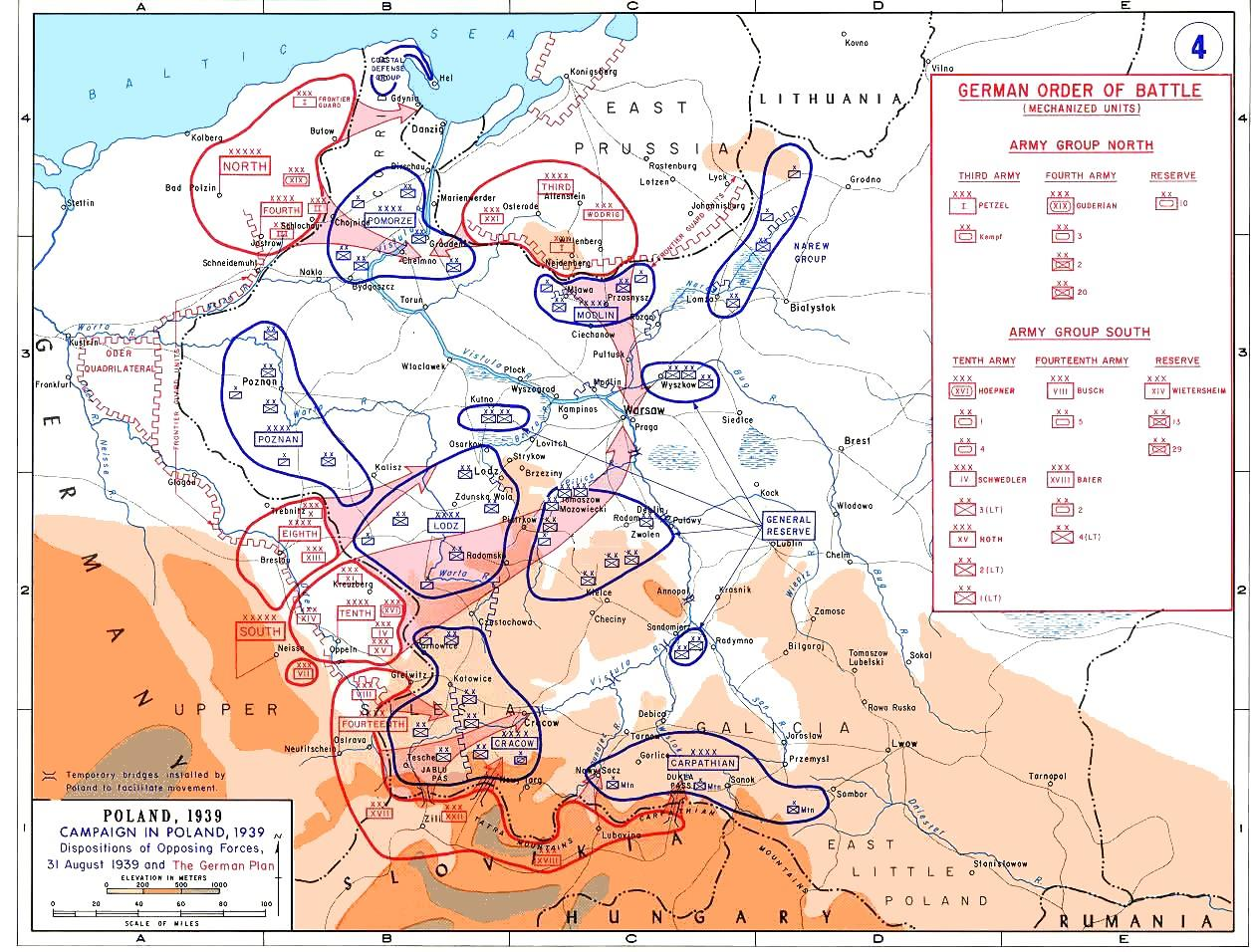

Расстановка сил в Польской кампании — в этой статье представлена расстановка сил польских, немецких, и словацких войск, участвовавших в Польской кампании 1939 года на 1 сентября 1939 года.

## Германия

Генерал-фельдмаршал вермахта Герд фон Рундштедт

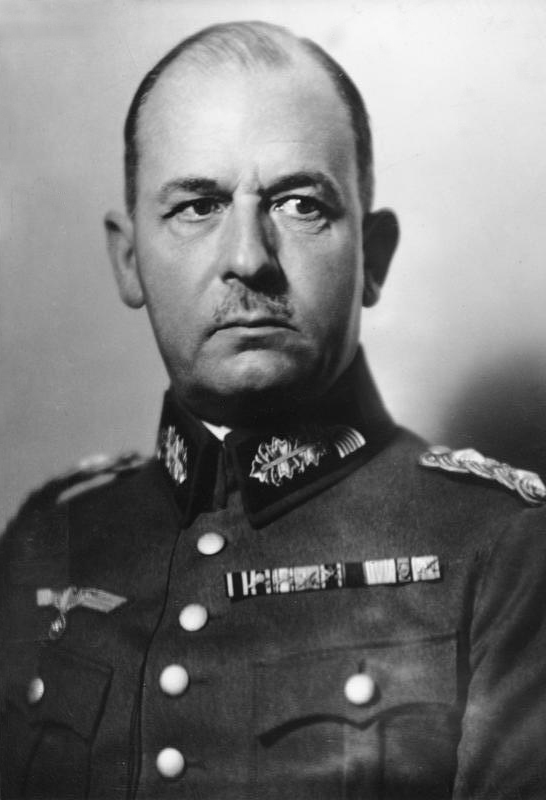
Генерал-фельдмаршал вермахта Вильгельм Лист

В соответствии с планом «Вайс» Германия сосредоточила для вторжения в Польшу пять армий и резерв, в состав которого входили 14 пехотных, 1 танковая и две горные дивизии. Общее командование силами вторжения осуществлял генерал-полковник Вальтер фон Браухич. Вверенные ему войска наступали с трёх направлений: Силезия−Словакия, Западная Померания и Восточная Пруссия. Все три направления сходились у Варшавы.
Всего: 56 дивизий, 4 бригады, 6000 орудий, 2500 танков, 1300 самолетов. Численность личного состава сухопутных войск — 1 500 000 человек.
Против Польши немцы располагали 1084 одноместными истребителями, из которых 28 составляли бипланы Ar 68, 36 — Bf.109 модификаций B и C, 389 — Bf.109D, 631 — Bf.109Е1. На вооружении ночных истребительных отрядов состояли Ar-68 и Bf.109С. Общее количество боеготовых 109-х составляло 946 машин. Далеко не вся эта армада приняла участие в сражениях: непосредственное участие в боях приняли 220 Bf.109.
Спустя всего несколько дней польские ВВС практически перестали существовать, и истребители были задействованы для штурмовых ударов по наземным целям. Через две недели люфтваффе вывело из Польши две авиагруппы и перевело их к западным границам. В ходе скоротечной кампании было потеряно 67 Bf.109, в основном — от зенитного огня.

## Группа армий «Север»
Командующий: генерал-полковник Федор фон Бок
Начальник штаба: генерал-лейтенант Ганс фон Зальмут

### 3-я армия
Командующий: генерал артиллерии Георг фон Кюхлер
Начальник штаба: генерал-майор Бёкман фон Герберт

#### 1-й армейский корпус
Командир: генерал-лейтенант, с 01.10.1939 - генерал артиллерии Вальтер Петцель
Начальник штаба: полковник Вальтер Вейсс
- 11-я пехотная дивизия (генерал-лейтенант Макс Бок);
- 61-я пехотная дивизия (генерал-лейтенант Зигфрид Хэнике);
- Танковая дивизия «Кемпф» (генерал-майор Вернер Кемпф).

#### 21-й армейский корпус
Командир: генерал-лейтенант, с 01.10.1939 - генерал пехоты Николаус фон Фалькенхорст
Начальник штаба: полковник Эрих Бушенгаген
- 21-я пехотная дивизия (генерал-лейтенант Куно Ганс фон Бот);
- 228-я пехотная дивизия (генерал-майор Ганс Суттнер).

#### 26-й армейский корпус
Командир: генерал-лейтенант, с 01.10.1939 - генерал артиллерии Альберт Водриг
Начальник штаба: подполковник Ганс Бекх-Беренс
- 1-я пехотная дивизия (генерал-лейтенант Йоахим фон Кортцфляйш);
- 12-я пехотная дивизия (генерал-лейтенант Людвиг фон дер Лейен);
- 1-я кавалерийская бригада (полковник Курт Фельдт).

#### Оперативная группа «Бранд»
Командир: генерал-майор, с 01.10.1939 - генерал-лейтенант Альберт Бранд
- пехотная бригада «Лётцен» (генерал-майор Отто Эрнст Оттенбахер);
- пехотная бригада «Голдап» (полковник Ганс Эрих Нольте);

#### Резерв
- 217-я пехотная дивизия

4-я армия — генерал артиллерии Гюнтер фон Клюге
- Региональный отдел пограничной охраны

- 207-я пехотная дивизия;

- 2-й армейский корпус

- 3-я пехотная дивизия;
- 32-я пехотная дивизия;

- 3-й армейский корпус

- 50-я пехотная дивизия;
- пехотная бригада «Нетце»

- 19-й моторизованный корпус

- 3-я танковая дивизия;
- 2-я моторизованная дивизия;
- 20-я моторизованная дивизия;

- Резерв

- 23-я пехотная дивизия;
- 218-я пехотная дивизия

1-й воздушный флот — генерал авиации Альберт Кессельринг
- 1-я воздушная дивизия
- воздушная группировка «Восточная Пруссия»
- воздушно-инструкторская дивизия

Резерв группы армий «Север»
- 7-я пехотная дивизия;
- 206-я пехотная дивизия;
- 208-я пехотная дивизия;
- 10-я танковая дивизия

### Группа армий «Юг»
Группа армий «Юг» — генерал-полковник Герд фон Рундштедт
8-я армия — генерал пехоты Йоханнес Бласковиц
- 10-й армейский корпус

- 24-я пехотная дивизия;
- 30-я пехотная дивизия;

- 13-й армейский корпус

- 10-я пехотная дивизия;
- 17-я пехотная дивизия;

- моторизованный полк СС «Лейбштандарт Адольф Гитлер»

10-я армия — генерал артиллерии Вальтер фон Райхенау
- 4-й армейский корпус

- 4-я пехотная дивизия;
- 46-я пехотная дивизия;

- 11-й армейский корпус

- 18-я пехотная дивизия;
- 19-я пехотная дивизия;

- 14-й моторизованный корпус

- 13-я моторизованная дивизия;
- 29-я моторизованная дивизия;

- 15-й моторизованный корпус

- 2-я лёгкая дивизия;
- 3-я лёгкая дивизия;

- 16-й моторизованный корпус

- 1-я танковая дивизия;
- 4-я танковая дивизия;
- 14-я пехотная дивизия;
- 31-я пехотная дивизия;

- Резерв

- 1-я лёгкая дивизия;

14-я армия — генерал-полковник Вильгельм Лист
- 8-й армейский корпус

- 5-я танковая дивизия;
- 8-я пехотная дивизия;
- 28-я пехотная дивизия;
- 239-я пехотная дивизия;
- моторизованный полк СС «Германия»

- 17-й армейский корпус

- 7-я пехотная дивизия;
- 44-я пехотная дивизия;
- 45-я пехотная дивизия;

- 18-й армейский корпус

- 2-я танковая дивизия;
- 4-я лёгкая дивизия;
- 3-я горнопехотная дивизия;

4-й воздушный флот — генерал авиации Александер Лёр
- 2-я авиационная дивизия
- 7-я авиационная дивизия
- авиаподразделения для особых заданий

Резерв группы армий «Юг»
- 7-й армейский корпус

- 27-я пехотная дивизия;
- 68-я пехотная дивизия;

- 62-я пехотная дивизия;
- 213-я пехотная дивизия;
- 221-я пехотная дивизия;

### РезервОКХ
Резерв ОКХ
- 22-й армейский корпус

- 1-я горнопехотная дивизия;
- 2-я горнопехотная дивизия;

- 56-я пехотная дивизия;
- 57-я пехотная дивизия;
- 252-я пехотная дивизия;
- 257-я пехотная дивизия;
- 258-я пехотная дивизия

### Военно-морской флот
ВМС «Восток» — генерал-адмирал Конрад Альбрехт
- Учебный линкор «Шлезвиг-Гольштейн»
- 3-я флотилия подводных лодок (7 единиц)
- 1-я флотилия миноносцев
- 1-я флотилия противолодочных кораблей
- 1-я и 3-я флотилии тральщиков[4]
- Эскортная флотилия
- 5-я сторожевая флотилия
- Флотилия минных заградителей
- Учебная флотилия тральщиков
- Учебная флотилия торпедоносцев
- Учебная флотилия минных заградителей
- Морская авиация Балтийского моря

## Словакия
Общая численность словацких войск составляла 50 000 человек. Словацкий сектор находился в зоне боевых действий группы армий «Юг». Союзник Германии выставил армию «Бернолак» под командованием генерала Фердинанда Чатлоша. В состав «Бернолака» входили:
- 1-я дивизия пехоты (комдив генерал 2-го ранга Антон Пуланик) — два пехотных полка и отдельный пехотный батальон, артиллерийские полк и дивизион.
- 2-я дивизия пехоты (до 5 сентября комдив — подполковник Ян Имро, с 5 сентября — генерал 2-го ранга Александр Чундерлик) — один пехотный полк, три пехотных батальона, артиллерийский полк.
- 3-я дивизия (комдив полковник Аугустин Малар) — 2 пехотных полка, 2 пехотных батальона, артиллерийские полк и дивизион. Дивизия входила в состав немецкого 18-го горного корпуса.

Кроме армии «Бернолак» в состав словацких сил вторжения входили: подвижная группа «Калинчак» (командование 5 сентября принял подполковник Ян Имро), два артиллерийских полка, бронепоезд «Бернолак», батальон связи «Бернолак», батальон «Тополь», два отдельных батальона пехоты.

## Польша

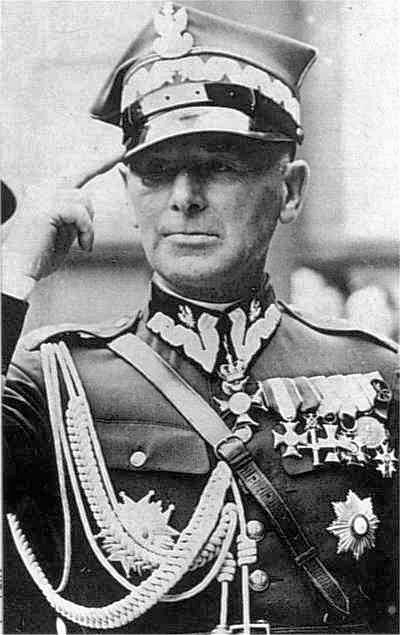
Главнокомандующий ВП маршал Эдвард Рыдз-Смиглы

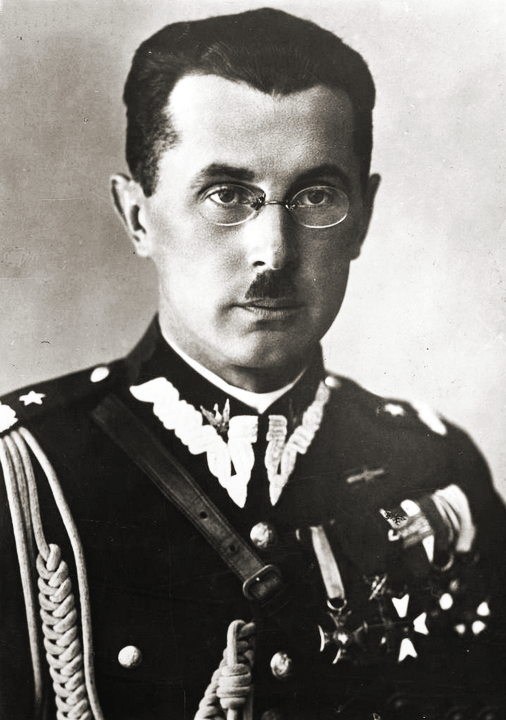
Начальник Главного штаба ВП бригадный генерал Вацлав Стахевич

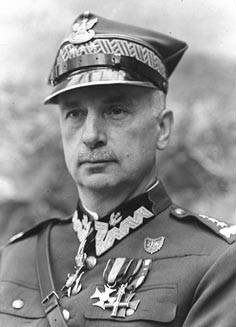
Генерал брони ВП Казимеж Соснковский

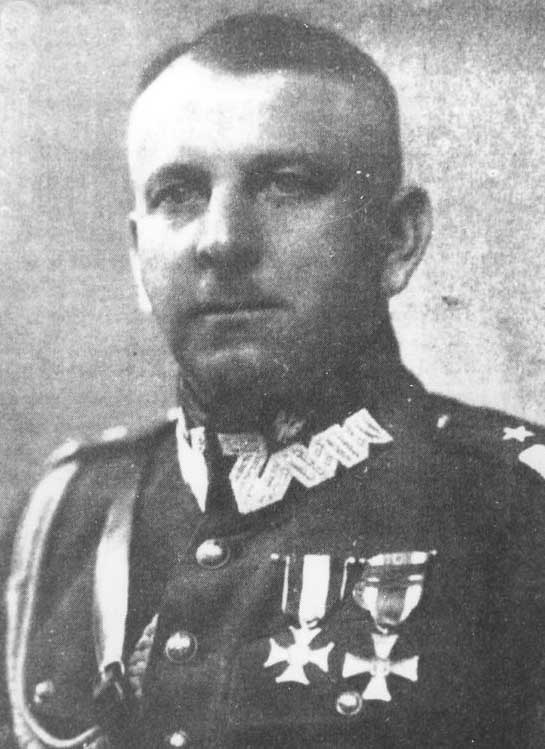
Дивизионный генерал ВП Казимеж Фабрицы

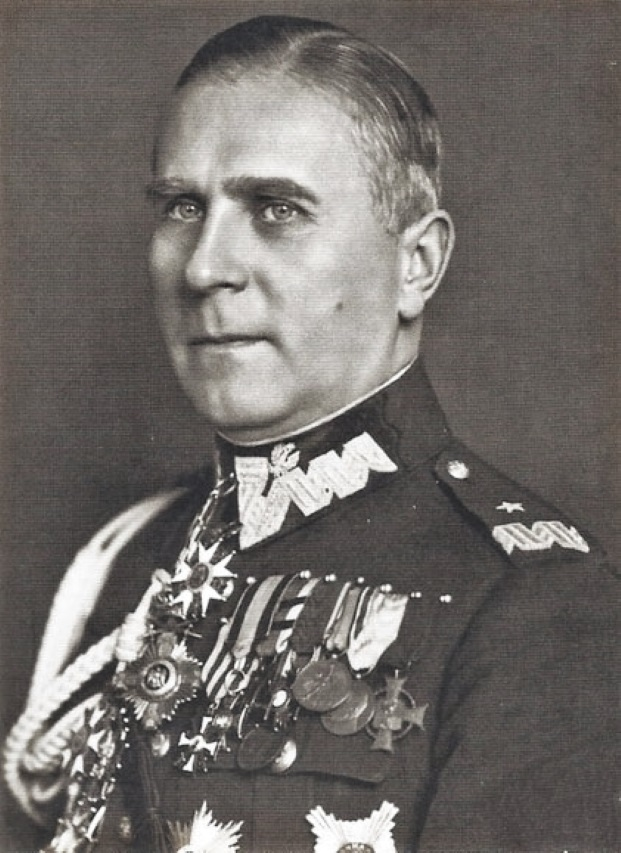
Дивизионный генерал ВП Тадеуш Кутшеба

Тактические взгляды польской армии находились под сильным влиянием французской военной мысли. Численность польской армии мирного времени была довольно значительной. Вооружение, количественно вполне достаточное, состояло в основном из образцов времён Первой мировой войны. Моторизация ещё только начинала развиваться.
В то время как вермахт стремительно развивался, польская армия, после смерти Пилсудского, медленно деградировала.
Военные силы РП включали в себя 7 армий и оперативную группу «Нарев». Все польские вооружённые силы подчинялись главнокомандующему — маршалу Эдварду Рыдз-Смиглы. Главный штаб ВП возглавлял бригадный генерал Вацлав Стахевич. Уже в ходе войны были сформированы дополнительные соединения: армия «Варшава» и отдельная оперативная группа «Полесье». Всего польская армия насчитывала 39 пехотных, 11 кавалерийских, 3 горных бригады и 2 моторизованные бронебригады. Общая численность личного состава около 1 млн человек. 870 единиц бронетехники (220 танков и 650 Танкеток TKS), небольшое количество бронеавтомобилей Wz.29, 4300 артиллерийских орудий и миномётов, 824 (407 полностью боеготовых и исправных) самолётов (из них 44 тяжёлых бомбардировщика и 142 истребителя).
Польша имела на вооружении 341 155-мм тяжёлую гаубицу, 43 120-мм пушки, 254 105-мм пушки, 908 100-мм гаубиц (100 mm wz.1914/19P), 1374 75-мм французских и 466 русских (переделанных под французский выстрел) полевых пушек, 25 65-мм горных пушек — всего 3393 полевых орудия. Армия отличалась очень низким уровнем моторизации, связь оставалась на примитивном уровне. Артиллерия была почти исключительно на конной тяге, практически все орудия остались со времён Первой мировой войны, лишь часть отвечала новым стандартам. С воздуха Войско Польское должны были прикрывать 36 новых 75-мм орудий образца 1936 г. и 84 такого же калибра пушек 1914 г., 350 40-мм зенитных автоматов «Бофорс» — всего 470 орудий ПВО. Бронетанковым войскам потенциального противника должны будут поставить заслон 1124 37-мм противотанковых «бофорса» и 4500 (более 3500) противотанковых ружей «Ur» (всего выпущено 7610 ружей, но не все попали в войска), поддерживать огнём пехотные батальоны — 2142 81 mm moździerz piechoty wz. 31, а в качестве тяжёлого оружия пехотных рот предназначены 3860 46-мм ротных гранатомётов.
Немногочисленный флот Польши (4 эскадренных миноносца, два миноносца, 6 тральщиков, две канонерские лодки и 5 подводных лодок) вряд ли мог нарушить, а тем более сорвать морские перевозки между Восточной Пруссией и Германией. Практически его вообще не следовало брать в расчёт.
Скрытое мобилизационное развёртывание польских войск, начавшееся 23 марта 1939 года, затронуло 4 пехотные дивизии и 1 кавалерийскую бригаду. Кроме того, были усилены соединения в ряде округов и созданы управления четырёх армий и оперативной группы. 13—18 августа была объявлена мобилизация ещё 9 соединений, а с 23 августа началась скрытая мобилизация основных сил. 26 августа с получением войсками приказа о выдвижении отмобилизованных соединений в намеченные районы сосредоточения начались перегруппировки войск, предусмотренные планом стратегического развёртывания. 30 августа был отдан приказ армиям и оперативным группам первого эшелона о занятии исходного положения. Мероприятия по отмобилизованию армии проводились в тайне даже от англо-французских союзников, которые опасались, что эти действия могут подтолкнуть Германию к войне. Когда 29 августа в Польше собрались начать открытую мобилизацию, Англия и Франция настояли на том, чтобы она была отложена до 31 августа. Тем не менее благодаря скрытой мобилизации к утру 1 сентября мобилизационный план был выполнен на 60 %, оперативное развёртывание войск — менее чем наполовину. К утру 1 сентября Польша развернула 24 пехотные дивизии, 3 горнопехотные, 8 кавалерийских и 1 бронемоторизованную бригады. 
К началу войны в составе польских ВВС числились 224 одномоторных бомбардировщиков PZL.23, входивших в состав пяти эскадрилий — № 21, 22, 55, 64, 65 (50 шт.), приблизительно аналогичных ранним Юнкерсам-87, а конфискованные из болгарской партии девять PZL.43 Czajka превосходили новейшие на тот момент Юнкерс-87В-1.
Польша уступала противнику только в численности войск, количестве техники и уровне моторизации, но не в качестве вооружения. Просто в Польше достаточно современного вооружения хватало только на 700-тысячную армию. Так, например, немецкие двухмоторные бомбардировщики не могли сравниться с PZL P.37 «Лось» конструкции Ежи Домбровского — самым современным польским самолётом на тот период, которые состояли на вооружении войска Польского в количестве 36 шт. Критичным для Польши было отставание в качестве истребителей. Основным — на тот момент был польский истребитель PZL P.11. На этот момент из 225 поставленных истребителей боеспособными было 165. Имея скорость 389 км/час, он превосходил Arado Ar 68, но не был серьёзным соперником даже для ранних моделей «мессершмитта». Истребители Р-11 с были «вчерашним днём» по сравнению с самолётами люфтваффе и собственными бомбардировщиками, а их численность была очень мала. На лето 1939 года Польша располагала 824 боевыми самолётами всех типов. Это были современные двухмоторные бомбардировщики «Лось», неплохие ближние бомбардировщики «Карась» и безнадёжно устаревшие истребители.
На вооружении польской и немецкой пехоты состояли варианты одной и той же винтовки — Mauser 98, причём польский маузер (wz. 29) был чуть удобнее (в Германии, Чехословакии, Польше и в Румынии оказались винтовки одинаковой системы и калибра, под общий патрон). Мобилизационные ресурсы Польши по состоянию на 1939 г. составляли около трёх миллионов человек. В войсках и на складах имелось винтовок wz. 29 — 256 400 шт., винтовок Маузера wz. 1898 (польских) — 393 200 шт., винтовок Лебеля wz. 1886 (под маузеровский патрон) — 145 222 шт., винтовок Мосина, переделанных под калибр 7,92 мм — 11 240 шт. ещё запас из поставок 1919—1920 гг., винтовок Веттерли или Бердана (а также неперестволенных трёхлинеек и винтовок Лебеля под оригинальный 8-мм патрон) — 242 000 шт. — но к ним было мало боеприпасов. Таким образом винтовок имелось максимум на 1 048 000 человек. Шерстяные, мундиры, щегольские конфедератки и кожаные сапоги Войска Польского были очень высокого качества, но вот стоимость экипировки одного бойца Войска Польского вдвое превосходила стоимость обмундирования и обувки солдата литовской или чешской армии, а запасов этой формы едва хватало на триста пятьдесят тысяч резервистов, остальных пришлось одевать во что попроще, а обуть их было не во что. Кроме регулярной армии, не снижая качества вооружения и оснащения войск, можно было призвать до 500 тыс. штыков. Следующие призывники могли получить в качестве оружия только винтовки (около четырёхсот тысяч единиц), а затем призывные контингенты получат на вооружение косы и топоры. Согласно оценкам, запасов боеприпасов и топлива полякам хватило бы на два месяца борьбы.
Польский главнокомандующий маршал Рыдз-Смиглы поставил перед собой неразрешимую с военной точки зрения задачу. Он хотел удержать всю территорию Польши, а против Восточной Пруссии предпринять даже наступательные действия. Если бы он решил действовать совершенно иначе, то есть вести только оборонительные действия, то тогда по крайней мере имелась бы возможность вынудить немецкую армию вести позиционную войну.

### Армия «Модлин»
Бригадный генерал Эмиль Крукович-Пшеджимирский
- 8-я пехотная дивизия (полковник Теодор Фургальский)
- 20-я пехотная дивизия (полковник Вильгельм Лавич-Лишка)
- Мазовецкая кавалерийская бригада (полковник Ян Карч)
- Новогрудская кавалерийская бригада (бригадный генерал Владислав Андерс)
- Варшавская бригада НО (полковник Юзеф Сас-Хошовский)

### Армия «Поморье»
Дивизионный генерал Владислав Бортновский
- 9-я пехотная дивизия (полковник Юзеф Веробей)
- 15-я Велькопольская пехотная дивизия (полковник Здзислав Пшиялковский)
- 27-я пехотная дивизия (бригадный генерал Юлиуш Драпелла)
- Поморская кавалерийская бригада (бригадный генерал Станислав Гжмот-Скотницкий)
- Поморская бригада НО) (полковник Тадеуш Маевский)
- Хелминская бригады НО (полковник Антони Жураковский)
- Отдельное подразделение «Висла» (подпоручик Роман Канафойский)

#### Оперативная группа «Восток»
Бригадный генерал Миколай Болтуть
- 4-я пехотная дивизия (полковник Тадеуш Любич-Незабитовский, с 4 сентября 1939 — полковник Мечислав Равич-Мысловский, с 12 сентября 1939 — полковник Юзеф Веробей)
- 16-я Поморская пехотная дивизия (полковник Станислав Щвитальский, с 2 сентября 1939 — полковник Зигмунт Богуш-Шишко

#### Отдельная группа «Яблоново»
- 208-й пехотный полк (подполковник Ян Шевчик)
- Батальон НО «Яблоново»
- Батальон НО «Грудзёндз» (капитан Юзеф Краковский)[19]
- Авиация армии «Поморье» (полковник Болеслав Стахонь) — 2 эскадрильи и дивизион истребителей, а также разведывательные подразделения

### Армия «Познань»
Дивизионный генерал Тадеуш Кутшеба
- 14-я Велькопольская пехотная дивизия (бригадный генерал Франтишек Влад)
- 17-я Велькопольская пехотная дивизия (полковник Мечислав Моздыневич)
- 25-я пехотная дивизия (бригадный генерал Франтишек Альтер)
- 26-я пехотная дивизия (полковник Адам Бжехва-Айдукевич)
- Великопольская кавалерийская бригада (бригадный генерал Роман Абрахам)
- Подольская кавалерийская бригада (полковник Леон Стшелецкий)
- Познанская бригада НО (полковник Станислав Щюда)
- Калишская бригада НО (полковник Франтишек Судол)
- 71-й и 72-й танковые дивизионы
- Авиация армии «Познань» (полковник Станислав Кузьминский) — 2 эскадрильи и дивизион истребителей, а также разведывательные подразделения

### Армия «Лодзь»
Дивизионный генерал Юлиуш Руммель
- 10-я пехотная дивизия (бригадный генерал Франтишек Анкович)
- 28-я пехотная дивизия (бригадный генерал Владислав Боньча-Уздовский)
- 22-я горнопехотная дивизия (полковник Леопольд Энгель-Рагис)[20]
- Пограничная кавалерийская бригада (полковник Стефан Ханка-Кулеша, с 4 сентября 1939 — полковник Ежи Гробицкий)
- Авиация армии «Лодзь» (полковник Вацлав Ивашкевич) — 2 эскадрильи и дивизион истребителей, а также разведывательные подразделения

#### Оперативная группа «Пётркув»
Дивизионный генерал Виктор Томме
- 2-я пехотная дивизия Легионов (полковник Эдвард Доян-Сурувка, с 8 сентября 1939 — полковник Антони Стайх; с 2 сентября 1939 года)
- 30-я Полесская пехотная дивизия (бригадный генерал Леопольд Цехак)
- Волынская кавалерийская бригада (полковник Юлиан Филипович)
- Бронепоезд № 52 «Пилсудчик» (капитан Миколай Гончар)
- Бронепоезд № 53

### Армия «Краков»
Бригадный генерал Антони Шиллинг
- 6-я пехотная дивизия (бригадный генерал Бернард Монд)
- 7-я пехотная дивизия (бригадный генерал Януш Гонсёровский)
- 23-я пехотная дивизия (бригадный генерал Владислав Повежа)
- 21-я горнопехотная дивизия (бригадный генерал Юзеф Кустронь)
- 55-я резервная пехотная дивизия (полковник Станислав Калабинский)
- 10-я кавалерийская бригада (полковник Станислав Мачек)
- Краковская кавалерийская бригада (бригадный генерал Зигмунт Пясецкий)
- 1-я горная бригада (полковник Януш Галадык)
- Авиация армии «Краков» (полковник Стефан Шнук)

### Армия «Люблин»
Дивизионный генерал Тадеуш Пискор
- 39-я пехотная дивизия (бригадный генерал Брунон Ольбрыхт)[21]
- Варшавская мото-танковая бригада (полковник Стефан Ровецкий)
- Комбинированная кавалерийская бригада (полковник Адам Закшевский)
- Группа «Сандомир»
- Два артиллерийских дивизиона

### Армия «Карпаты»
Бригадный генерал Казимеж Фабрицы
- 11-я Карпатская пехотная дивизия (полковник Бронислав Пругар-Кетлинг)
- 24-я пехотная дивизия (полковник Болеслав Кшижановский)
- 38-я резервная пехотная дивизия (полковник Алоизы Вир-Конас)
- 46-й дивизион тяжелой артиллерии (капитан Станислав Козловский)
- 47-й дивизион тяжелой артиллерии (майор Михал Кубицкий)
- Группа «Венгрия» (216-й резервный пехотный полк (подполковник Зигмунт Семерга))
- 2 разведывательные эскадрильи

#### Оперативная группа «Ясло»
- 2-я горная бригада (полковник Александр Ставаж)
- 3-я горная бригада (полковник Ян Стефан Котович)

### Оперативная группа «Нарев»
Бригадный генерал Чеслав Млот – Фьялковский
- 18-я пехотная дивизия (полковник Стефан Коссецкий)
- 33-я резервная пехотная дивизия (полковник Тадеуш Калина-Зеленевский)
- Сувалская кавалерийская бригада (бригадный генерал Зигмунт Подхорский)
- Подлясская кавалерийская бригада (бригадный генерал Людвик Кмитиц-Скшинский)
- 1 эскадрилья истребителей и 2 разведывательные эскадрильи

### Резерв Главного штаба ВП

#### Армия «Пруссы»
Дивизионный генерал Стефан Домб – Бернацкий

##### Северная группа
- 13-я пехотная дивизия (полковник Владислав Зубош-Калинский)
- 19-я пехотная дивизия (бригадный генерал Юзеф Квацишевский)
- 29-я пехотная дивизии (полковник Игнацы Озевич)
- Виленская кавалерийская бригада (полковник Константы Друцкий-Любецкий)
- 1-й батальон легких танков (майор Адам Кубин)
- 2-й батальон легких танков (майор Эдмунд Карпов)

##### Южная группа
- 3-я пехотная дивизия Легионов (полковник Мариан Турковский)
- 12-я пехотная дивизия (бригадный генерал Густав Пашкевич)
- 36-я резервная пехотная дивизия (полковник Болеслав Островский)

Такое распыление армии, которая хотела все прикрыть и нигде не была сильной, не могло привести к успеху в войне.
Польские пехотные дивизии состояли из 16 492 военнослужащих (15 977 нижних чинов и 515 офицеров). В польской пехотной дивизии было по три 155-мм гаубицы и 105-мм пушки, 12 100-мм гаубиц, 30 75-мм пушек, 27 37-мм противотанковых и 4 40-мм зенитные пушки, 66 противотанковых ружей, 42 81-мм миномета и 81 46-мм ротный гранатомет, 326 ручных и 132 станковых пулемёта. Польская дивизия имела в основном конскую тягу: у поляков лошадей было 6939, а машин 76 шт.
Финская дивизия например имела 14 200 человек. В финской пехотной дивизии было 250 ручных пулемётов Лахти, 116 7,62 мм пулемётов Ма́ксима, 18 81 мм миномётов, 18 37 мм противотанковых орудий, 24 полевых орудия калибра 76,2 мм, 12 полевых гаубиц или пушек калибра 105−152 мм. Финская дивизия имела 3320 лошадей, 72 автомобиль, 16 мотоциклов и около 2500 велосипедов, так что её можно смело назвать велосипедной.
Польская дивизия по совокупной огневой мощи пулемётов, миномётов и орудий в полтора раза превосходила финскую. Единственное в чём превосходила финская дивизия — это наличие 250 пистолет-пулемётов.

## ВМФ Польши
- 4 эсминца
- 1 минный заградитель
- 5 подводных лодок
- Несколько тральщиков и вспомогательных кораблей[23]